# Kamienica pod Aniołkiem w Krakowie
Kamienica pod Aniołkiem (znana również jako Kamienica pod Aniołkami lub Sub Aethiopibus) – zabytkowa, XV-wieczna kamienica wpisana w rejestrze zabytków zlokalizowana w Krakowie przy ulicy Floriańskiej 11.

## Historia
Jest to obecnie wąska, pomarańczowa kamienica z wysoką w stosunku do wysokości samej kamienicy, białą attyką.
W XVI wieku kamienica była własnością rodziny kupieckiej Pernusów, którzy przebudowali ją w stylu renesansowym. Prawdopodobnie z tego okresu pochodzi znajdująca się między oknami na pierwszym piętrze płaskorzeźba aniołka z tarczą herbową, od którego kamienica wzięła swą obecną nazwę. Renesansowy jest również drewniany strop ozdobiony rozetami wykonanymi z masy papierowej. Kamienica wielokrotnie zmieniała właścicieli. W 1607 kupił ją Gabriel Janicius, który posiadał tytuł doktora medycyny Jego Królewskiej Mości. Od jego nazwiska nosiła wtedy nazwę kamienicy Janiczego.
W 1730 kupił ją pochodzący z Saksonii Jan Henryk Klug. Jego rodzina była właścicielem kamienicy do końca XVIII wieku. W 1812 ówcześni właściciele wystarali się o pozwolenie na podział parteru i północnej części sieni powstał sklep. W 1840 Fryderyk Gronnemajer po raz kolejny przebudowuje kamienicę.
Po II wojnie światowej mieścił się tu Dom Filatelisty. W latach 70. XX wieku pod nadzorem Pracowni Konserwacji Zabytków został przeprowadzony remont kamienicy. Obecnie kamienica ma prywatnego właściciela.
Oprócz renesansowego stropu na I piętrze, na  ścianach kamienicy zachowały się malowidła, a w sieni monochromatyczny fryz z XVI wieku.
W kamienicy na wszystkich trzech poziomach mieści się restauracja.

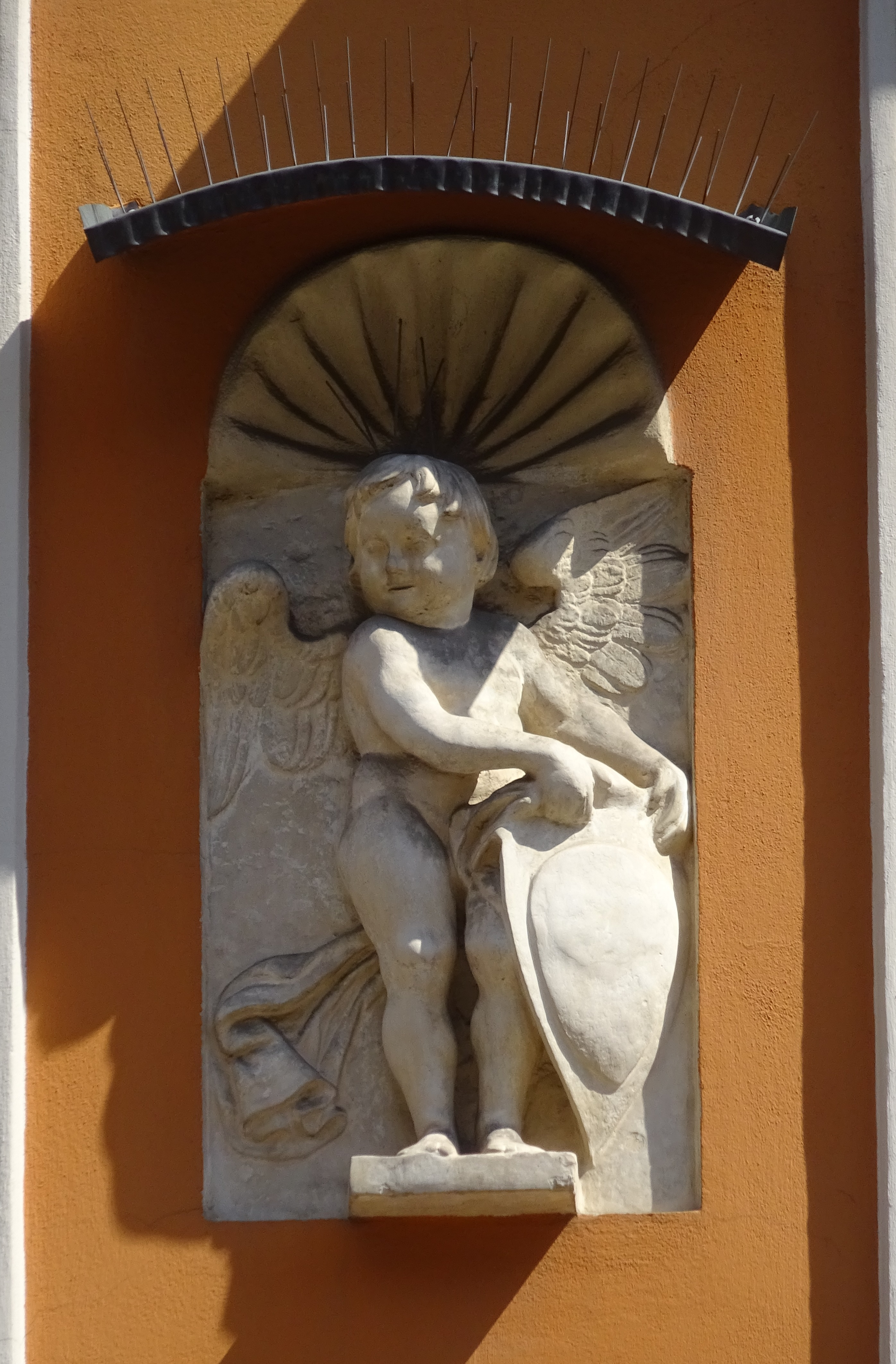
Płaskorzeźba aniołka